# Schräge Musik

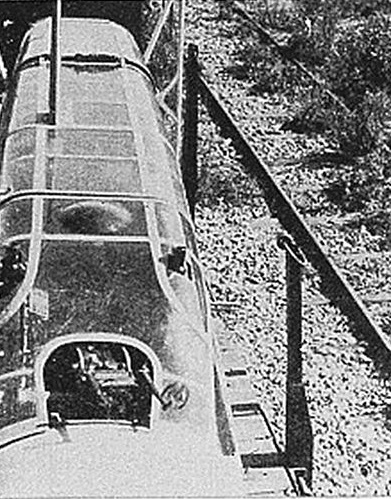
Widok od tyłu na kabinę myśliwca Bf 110 z dwoma działkami w układzie Schräge Musik w jej tylnej części (karabiny maszynowe strzelca zdemontowano)

Schräge Musik – nazwa kodowa systemu uzbrojenia niemieckich nocnych myśliwców, stosowanego podczas II wojny światowej, w postaci działek lotniczych zamontowanych na grzbiecie samolotu i strzelających skośnie do góry. Pozwalało ono na zbliżenie się i zaatakowanie bombowców nocnych od spodu w miejscu, gdzie nie było defensywnego uzbrojenia, a zauważenie myśliwca było mało prawdopodobne. Sama nazwa schräge Musik lub schräge Nachtmusik była pierwotnie określeniem nadanym przez propagandę nazistowską muzyce jazzowej i jej zastosowanie było grą słów – dosłownie schräg oznacza krzywy, ukośny, pochyły, a w przypadku muzyki również dziwne/nieczyste brzmienie.

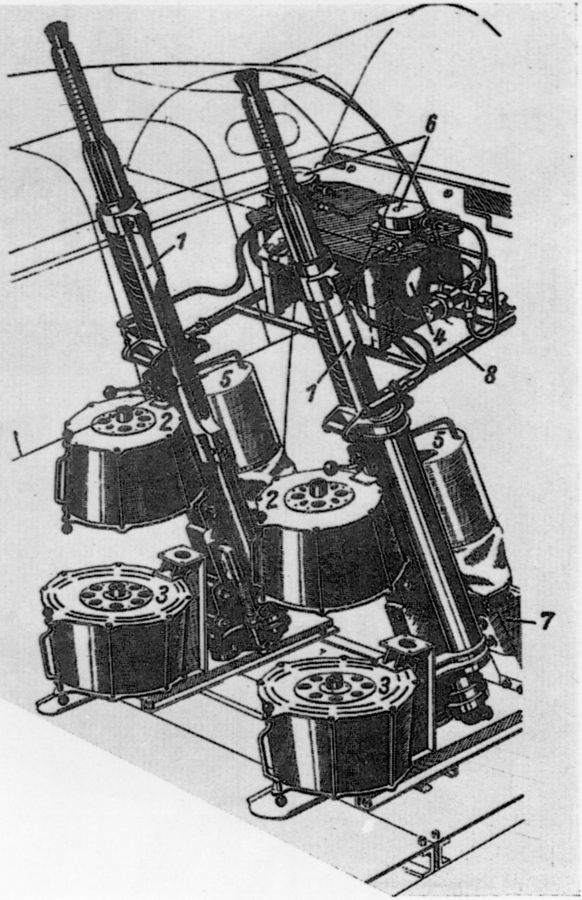
Szkic zamontowanych dwóch działek w układzie Schräge Musik

Przed wprowadzeniem systemu Schräge Musik nocne myśliwce miały uzbrojenie montowane w klasyczny sposób, w części nosowej. Naprowadzane radarem myśliwce zbliżały się zazwyczaj od tyłu bombowca wyposażonego w silnie uzbrojoną wieżyczkę strzelecką na ogonie. Ponadto wieżyczka ta służyła także za stanowisko obserwacyjne i w przypadku zauważenia nocnego myśliwca, pilot bombowca mógł poprzez manewrowanie uciec z zasięgu radaru myśliwca.
W celu uniknięcia zauważenia z wieżyczki ogonowej bombowca, piloci nocnych myśliwców podchodzili do celu na pułapie niższym o 500 metrów, a nie bezpośrednio z tyłu. W decydującym momencie pilot myśliwca podrywał samolot otwierając ogień do celu. Był to jednak dość trudny manewr, gdyż wznoszący się myśliwiec zwalniał, co utrudniało celowanie do bombowca. Ponadto manewr taki stwarzał niebezpieczeństwo kolizji.

## Geneza
Sama idea zamontowania uzbrojenia strzelającego pod kątem do góry nie była nowa, jednak nie zyskała przedtem znaczącego rozpowszechnienia. Już podczas I wojny światowej strzelcy latający na wczesnych samolotach ententy z silnikiem pchającym i dysponujący ruchomym karabinem maszynowym z przodu dostrzegli taką możliwość użycia uzbrojenia. Następnie opracowano ruchome mocowanie Fostera dla karabinu maszynowego na górnym płacie, które również w praktyce umożliwiało strzelanie pod kątem do góry. Dla celów zwalczania sterowców, dwa samoloty Airco DH.4 wyposażono w zamontowane pod kątem działko 37 mm COW, lecz nie zostały użyte bojowo. Po wojnie w Wielkiej Brytanii pod koniec lat 20. XX wieku opracowano kilka prototypów myśliwców tak uzbrojonych, które nie weszły do produkcji (Boulton Paul Bittern, Vickers Typ 161 i Westland C.O.W. Gun Fighter).

## Testy i użycie
W 1941 na wniosek oberleutnanta Rudolfa Schoenerta (Schönert) przeprowadzono eksperyment ze strzelającymi do góry karabinami. Pierwszą instalację zamontowano w końcu 1942 na samolocie Dornier Do 17 wyposażonym w radar typu Lichtenstein. Próba ta nie powiodła się, dlatego Schoenert przygotował kolejny samolot, Messerschmitt Bf 110 z dwoma 20 mm działkami MG 151 przytwierdzonymi do tylnej ściany kokpitu myśliwca. Pierwsze zestrzelenie bombowca uzyskał na tym samolocie w maju 1943. Latem tego roku Schoenert, już jako dowódca dywizjonu myśliwców nocnych, dostał do testowania z nowym systemem 3 samoloty Dornier Do 217J i między sierpniem 1943 a końcem roku Schoenert osiągnął 18 zestrzeleń dzięki nowej instalacji działek.
Pierwsze operacyjne użycie systemu Schräge Musik miało miejsce w nocy 17 sierpnia 1943 podczas nalotu samolotów Royal Air Force na Peenemünde. Atak odbył się w trzech falach, ale tylko ostatnia z nich spotkała się z nocnymi myśliwcami. Piąta grupa bombowa i szósta kanadyjska grupa straciły łącznie 29 ze 166 bombowców. Łącznie podczas operacji RAF stracił 40 maszyn: 23 Lancastery, 15 Halifaxów i 2 Stirlingi.
Od końca 1943 zaczęto na szerszą skalę wyposażać w ten system samoloty, a w 1944 stosowano go już w co trzecim niemieckim myśliwcu nocnym. Wraz ze wzrostem liczby instalacji zaczęto stosować potężniejsze 30 mm działka MK 108, takie same jak w samolocie Heinkel He 219. Ostateczna wersja myśliwca nocnego Messerschmitt Me 262, Me 262B-2 również była wyposażona w ten system, jednak do końca wojny nie zbudowano żadnego egzemplarza.
Podobne systemy testowano także w myśliwcach dziennych, do najbardziej znanych należy Sondergerät 113A, znane szerzej jako Jägerfaust.

## Atak
Uzbrojenie Schräge Musik nie było pozbawione wad. Zasadniczą wadą była mała celność w przypadku, gdy różnica prędkości bombowca i myśliwca była duża. Pilot musiał w takim wypadku mieć bardzo dobry refleks, by w odpowiednim momencie nacisnąć spust. Rozwiązano ten problem stosując komórkę fotoelektryczną, która automatycznie odpalała pociski, gdy myśliwiec przelatywał pod celemFotokomórka. Urządzenie tego typu, nazwane „Zossen”, opracowano w zakładach AEG w Neustadt. Po raz pierwszy zastosowano je na lotnisku w Werneichen pod Berlinem w połowie 1944, celem była płachta materiału rozwieszona między dwoma balonami. Próby zakończyły się sukcesem i rozpoczęto produkcję, jednak niewiele egzemplarzy zostało wyprodukowanych przed końcem wojny. Przypuszczalnie tylko dwa zostały zamontowane na samolotach i użyte bojowo.
Schräge Musik musiał więc podchodzić do ataku dość blisko maszyny alianckiej, przez co był narażony na uszkodzenia wywołane destrukcją alianckiego bombowca (odpadające fragmenty konstrukcji, wyciekająca benzyna). Z tego też względu preferowano celowanie w płat między silniki i po oddaniu jednej serii odchodzenie w bok (jeden atak). Ponadto działka były umieszczane (z reguły) za pilotem, co przesuwało środek ciężkości do tyłu i utrudniało pilotaż (mniejsza stateczność podłużna), z tego względu łatwe wchodzenie w niezamierzony korkociąg i trudne z niego wyprowadzanie. Opór aerodynamiczny luf też był znaczący i w maszynach słabszych (na przykład Messerschmitt Bf 110) potęgowało to trudności w pilotażu.
Jednak skryte podejście i łatwe celowanie (z martwego pola obserwacji bombowca alianckiego) sprawiały, iż ataki nocnych myśliwców Schräge Musik zbierały tragiczne żniwo i zazwyczaj zaatakowany bombowiec aliancki nie wracał już do bazy.

## Obrona
Załoga zaatakowanego przez myśliwiec z systemem Schräge Musik bombowca była zazwyczaj kompletnie zaskoczona, gdyż zdawała sobie sprawę z obecności myśliwca dopiero w momencie ataku, nie mając szans na wykrycie przeciwnika przed atakiem przez uważną obserwację. Po zorientowaniu się przez analizę uszkodzeń samolotów, które zdołały powrócić do bazy, że niemieckie myśliwce nocne atakują od dołu, alianci podjęli serię przeciwdziałań, z początku mało skutecznych. Tak więc na niektórych bombowcach dodano okno pozwalające na obserwację sektora, z którego atakowały niemieckie myśliwce, na innych dodano dolną wieżyczkę (wcześniej usuniętą z bombowców z powodu małej skuteczności) umożliwiającą jego ostrzał. Pod koniec 1943 wprowadzono modyfikację radaru H2S używanego do wytworzenia mapy radarowej terenu pod bombowcem. Modyfikacja ta, pod kryptonimem „Fishpond”, była w stanie wykryć niemiecki myśliwiec przygotowujący się do ataku z użyciem Schräge Musik. Na wiosnę 1944 większość bombowców miało zainstalowany ten system, co obniżyło skuteczność niemieckich ataków. Fishpond nie był doskonałym przeciwśrodkiem, gdyż na przykład powodował wiele fałszywych alarmów, gdy wykrywał inne bombowce (choć te można było zwykle odróżnić od niemieckich myśliwców jeśli leciały równolegle i nie próbowały się zbliżyć). Ponadto radar H2S nie był zwykle włączony przez cały czas lotu, a tylko przy zbliżeniu się do celu, ponieważ alianci zdawali sobie sprawę, że niemieckie myśliwce miały urządzenia („Naxos”), które mogły naprowadzić je na jego emisję.
Podobny system działek strzelających ukośnie do góry wprowadzono podczas wojny na myśliwcach nocnych japońskich Nakajima J1N.

## Przykładowe instalacje
- Dornier Do 217N: 4 działka 20 mm MG 151/20
- Focke-Wulf Fw 189: 1 działko 20 mm MG 151/20 (używany głównie na froncie wschodnim)
- Heinkel He 219: 2 działka 30 mm MK 108
- Junkers Ju 88C/G: 2 × 20 mm MG 151/20
- Junkers Ju 388J: 2 × 30mm MK 108
- Messerschmitt Bf 110G-4: 2 działka 20 mm MG FF/M
- Messerschmitt Me 262B-2: 2 działka 30 mm MK 108
- Focke-Wulf Ta 154: 2 × 30 mm MK 108